# Reigen-Sammlung
Reigen-Sammlung ist ein Liederbuch, das 1906 von der Reformpädagogin Minna Radczwill herausgegeben wurde.
Der Reigen wurde in der zweiten Hälfte des 19. Jahrhunderts vornehmlich im Schulunterricht für Mädchen eingesetzt, Minna Radczwill wollte den Tanz mit ihrem Liederbuch aus diesem Kontext lösen und als Bewegungsübung wieder für alle Kinder und Jugendliche zugänglich machen. Sie wählte daher Reigen aus, die von Kindern beiderlei Geschlechts noch gespielt wurden. Dabei legte sie Wert darauf, dass während des Reigens individuelle Ausdrucksformen entwickelt werden können und dass im Sinne der Lebensreform die Tänze im freien und in naturgemäßer Kleidung ausgeführt werden sollten. Diesbezüglich rechnete sie explizit mit Widerständen ihrer Kollegen.
Das Liederbuch erschien beim B. G. Teubner Verlag als fünfter Band der Reihe „Kleine Schriften des Zentralausschusses zur Förderung der Volks- und Jugendspiele in Deutschland“. Bis 1929 wurden sechs Auflagen des Werks aufgelegt, die vierte und fünfte wurden um einige Reigen sowie um Bearbeitungen für Geige und Laute erweitert, die sechste erschien mit Federzeichnungen von Irma Fröhlich.